# Франко Ди Санто
Франко Матѝас Ди Санто (на испански: Franco Matías di Santo) е аржентиски футболист роден на 7 април 1989 г. в Мендоса, Аржентина. Играе за ФК Шалке 04 и националния отбор на Аржентина под 20 г.

## Кариера
Последният млад играч на Челси прогресирал от резервите до първия отбор е 19-годишния Франко ди Санто. Той дойде в отбора през януари 2008 г., като преди е защитавал цветовете на чилийския Аудакс Италиано Ла Флорида.
Франко бързо се адаптира към Англия, подписвайки договор за 4 години и половина и започна да играе за резервния отбор.
Там той се развихря отбелязвайки 7 пъти в 8 мача, превръщайки поредицата от 11 мача без победа в 6 мача без загуба.
Две дузпи и с воле Ди Санто регистрира своя хеттрик като гост на Тотнъм, а в мач срещу Арсенал бележи важен изравнителен гол.
Висок и усърден нападател, аржентинския национал на отбора до 20 години описва своя стил на игра, като подобен на този на бившия играч на Челси и негов сънародник Ернан Креспо.
Франко бе част от състава на Челси на предсезонното турне това лято, където той показа своя потенциал с голове в първите си двама мача за отбора срещу Гуанджоу Фармацеутикал и Ченгду Блейдс.
Няма спор, че Ди Санто е играч за бъдещето на клуба, както новия мениджър Луиш Фелипе Сколари обясни това на турнето в Азия.
„Той е нов играч, имащ нужда да учи от другите играчи и да играе повече мачове, да тренира повече с нас и ние изграждаме този играч за бъдещето. В настоящия момент той не е готов да играе за Челси“, заяви бразилецът.
Ди Санто вдъхнови Сколари и на младия играч бе даден номер 9 за сезон 2008/2009, след като Стив Сидуел напусна отбора.
През този сезон Ди Санто ще се надява да играе в колкото се може повече мачове за първия отбор, за да продължи своето обещаващо развитие.
На 31 август 2010 г. Ди Санто се съгласява да премине в Уигън Атлетик за неоповестена сума.
От сезон 2015/16 е играч на немския ФК Шалке 04.